# Султанија Еметулах Рабија Гулнуш
Хасеки Еметулах Рабија Гулнуш султанија (тур. Haseki Emetullah Rabia Gülnuş Sultan; Ретимно, 1642 — Истанбул, 6. новембар 1715) је била султанија Османског царства и супруга султана Мехмеда IV.Султан јој је дао име "Гулнуш", што значи "вечно леп цвет" или "вечно лепа", пошто це говорило да је лепа и са осмехом и са сузама.

## Биографија
Рођена је 1642. у грчком граду Ретимно, на Криту, који је у то време била део Млетачке републике. Њено име при рођењу је било Евманија Ворија. За време критског рата, 1646, када је на острво провалила османска армија, младу Евманију су отели Турци а затим је послата у Цариград, главни град Османске империје. Није јој било тешко да привуче пажњу султана Мехмеда IV. Заједно су имали синове Мустафу и Ахмеда, те кћери Фатму и Хатиџе. Она је постала валиде султанија, за време владавине њеног сина Мустафе. Еметулах је умрла 1715, вероватно у Истанбулу. Сахрањена је у џамији њеног супруга Мехмеда IV. Познато је њено ривалство са Гулбејаз хатун. Наиме, султан је био дубоко заљубљен у Гулнуш, али када је Гулбејаз ушла у његов харем, осјећања су му се почела мењати. Љута и љубоморна Гулнуш је наредила да се Гулбејаз задави током ноћи, што је и учињено.

## Потомство
Свом супругу родила је:
Мустафа II (6. фебруар 1664 - 29. децембар 1703)
- Ахмед III (30. децембар 1673. - 24. јун 1736)
- Султанија Хатиџе (1660. - 9. мај 1743)
- Султанија Фатма (новембар 1679. -  децембар 1700)
- Султанија Умигулсум (1677 - 10. мај 1720)
- Султанија Ајше (1674—1676)